# 미나모토노 쓰네노부

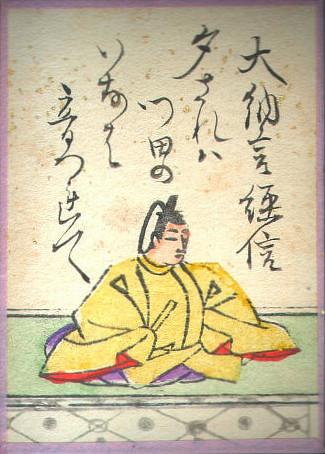

미나모토노 쓰네노부(일본어: 源経信, 1016년 ~ 1097년)는 일본 헤이안 시대의 구게, 시인이다. 우다 천황의 방계 후손이다.
미카와 권수로부터 조정의 요직을 차례로 밟아 1091년 대납언까지 되었다.